# Eremobina hanhami
Eremobina hanhami là một loài bướm đêm trong họ Noctuidae.